# Grito (canção de Iolanda)
"Grito" é uma canção da cantora e compositora portuguesa Iolanda. Foi escrita pela própria Iolanda juntamente com Luar e foi lançada nas plataformas digitais a 18 de Janeiro de 2024, juntamente com todas as canções do Festival RTP da Canção de 2024.
Na madrugada de 9 para 10 de Março de 2024, a canção sagrou-se vencedora do Festival RTP da Canção, o que a qualificou para representar Portugal no Festival Eurovisão da Canção 2024, que teve lugar em Malmo, na Suécia. A canção actuou na 1.ª semifinal, tendo sido apurada para a final e acabou por ficar em 10.º lugar com 152 pontos.

## Festival RTP da Canção
A Rádio e Televisão de Portugal anunciou, na manhã de 18 de Janeiro de 2024, os vinte concorrentes do Festival da Canção 2024. O anúncio aconteceu na conferência de imprensa que teve lugar no musicbox, em Lisboa. A canção foi interpretada em segundo lugar na primeira semi-final, a 24 de Fevereiro de 2024.
Na madrugada de 9 para 10 de Março de 2024, na final do Festival RTP da Canção, ficou em primeiro lugar nos votos do júri regional e em segundo nos votos do público, sagrando-se assim a campeã com 22 pontos.

## Festival Eurovisão da Canção
A canção ficou em décimo lugar.